# Canzone senza parole (novella musicale)
Canzone senza parole è una novella scritta da Jacopo Turco, alias della scrittrice trentina Giulia Turco Turcati Lazzari e pubblicata nel 1896 dalla Unione cooperativa editrice a Roma.
La novella è successivamente entrata a far parte della raccolta Canzone senza parole, alla quale ha dato il titolo. É la prima novella della raccolta. 
L'opera è pubblicata con lo pseudonimo maschile Jacopo Turco che la scrittrice usava per firmare molti suoi lavori. 

## Edizioni
- 1ª edizione: 1896, Roma, Unione cooperativa editrice.